# Mario Evaristo
Marino Evaristo (Buenos Aires, 10 de diciembre de 1908-Quilmes, 30 de abril de 1993), conocido como Mario Evaristo fue un futbolista argentino que se desempeñaba en la posición de puntero izquierdo.
Destacó mayormente en el Club Atlético Boca Juniors, llegando procedente de Sportivo Palermo. Jugó su primer partido oficial con Boca Juniors en el año 1926. Permaneció en el club «xeneize» durante un total de 5 años y conquistó cuatro títulos en toda su estadía. Al momento de abandonar el club, ostentó la cifra de 110 partidos jugados y más de 30 goles convertidos. Además de ser considerado uno de los jugadores que mejor se entendía con la estrella «xeneize» de aquel momento, el goleador Roberto Cherro.
Continuó su carrera en Sportivo Barracas, para luego formar parte de Independiente de Avellaneda.
Fue uno de los pocos futbolistas argentinos en pisar terreno europeo, algo que no era frecuente en esa época del fútbol argentino. Logró jugar en la Serie A de Italia para después formar parte de dos clubes franceses, finalizando su carrera en el OGC Niza de la Ligue 1.
Fue internacional con la Selección de Fútbol de Argentina, con la cual logró conquistar una Copa América (en aquel momento el torneo se denominaba "Campeonato Sudamericano") y además formó parte del plantel que fue subcampeón del mundo en el primer mundial de la historia del fútbol, el Mundial de Uruguay 1930.

## Trayectoria

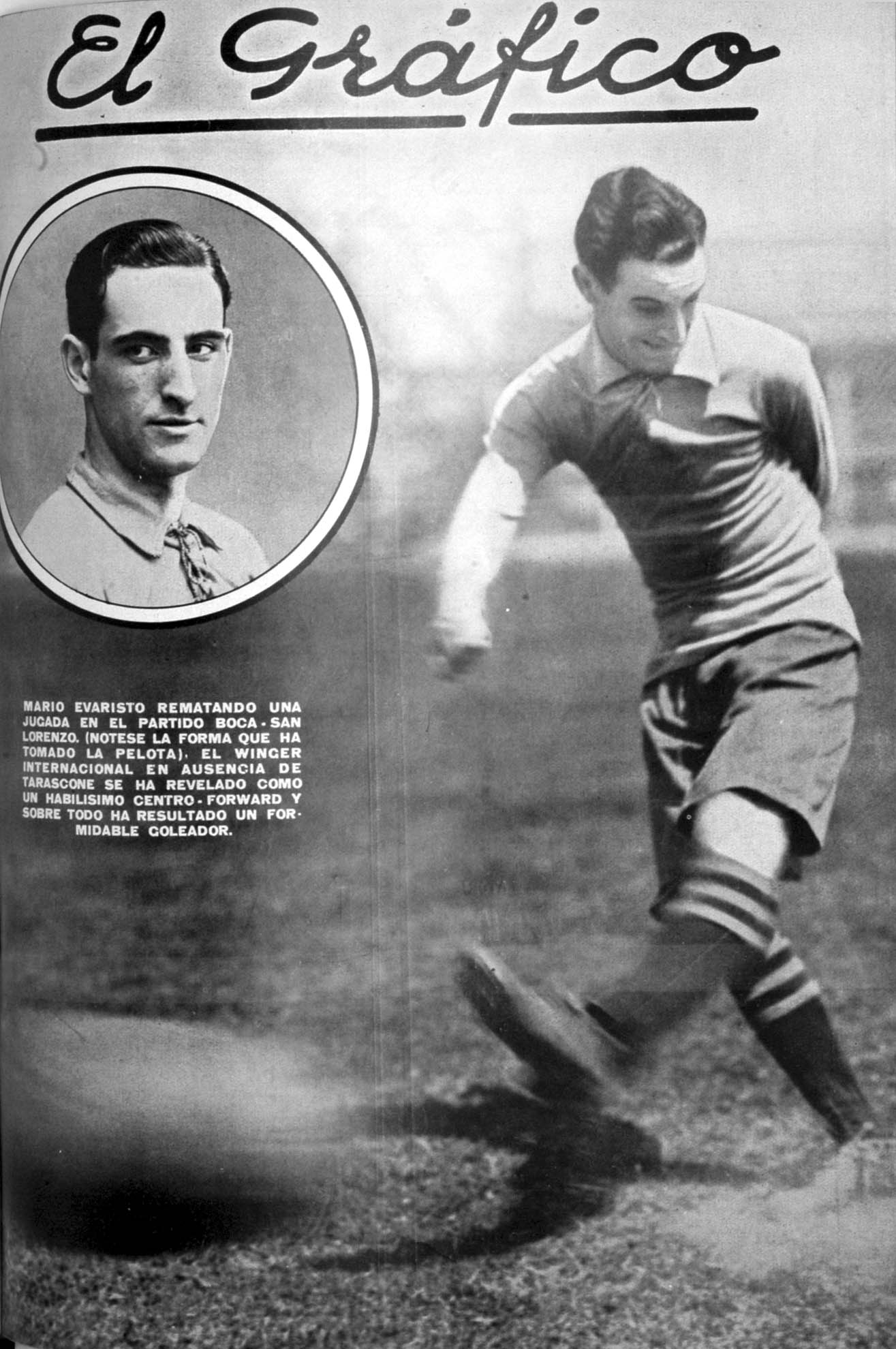
Mario Evaristo en 1930.

Su primer club fue Boca Juniors, club en el que debutó en 1926. Llegó procedente de Sportivo Palermo.
Permaneció allí durante 5 temporadas ganando 4 títulos. Durante ese tiempo disputó 110 partidos marcando 31 goles. Formó parte de un recordado equipo en donde destacaban varias figuras y donde supo entenderse a la perfección con Roberto Cherro.
Además en su país jugó por Sportivo Barracas y tuvo un breve pasaje por Independiente de Avellaneda. Mientras que en el exterior defendió al Genoa de Italia y al Antibes y al Niza de Francia.
Volvió al país y decidió poner fin a su carrera como futbolista con el motivo del inicio de la Segunda Guerra Mundial.

## Selección nacional
Ha sido internacional con la Selección de fútbol de Argentina en 9 ocasiones marcando 3 goles entre 1929 y 1930.

### Participaciones en la Copa del Mundo
| Mundial              | Sede    | Resultado  | Partidos | Goles |
| -------------------- | ------- | ---------- | -------- | ----- |
| Copa Mundial de 1930 | Uruguay | Subcampeón | 4        | 1     |

### Participaciones en la Copa América
| Copa              | Sede      | Resultado | Partidos | Goles |
| ----------------- | --------- | --------- | -------- | ----- |
| Copa América 1929 | Argentina | Campeón   | 3        | 2     |

## Clubes
| Club              | País      | Año         |
| ----------------- | --------- | ----------- |
| Boca Juniors      | Argentina | 1926-1931   |
| Sportivo Barracas | Argentina | 1932        |
| Independiente     | Argentina | 1933 - 1935 |
| Génova            | Italia    | 1935 - 1936 |
| Antibes           | Francia   | 1936-1938   |
| Niza              | Francia   | 1938-1939   |

## Palmarés

### Campeonatos nacionales
| Título                | Club              | País      | Año  |
| --------------------- | ----------------- | --------- | ---- |
| Primera División      | Boca Juniors      | Argentina | 1926 |
| Copa Estímulo         | Boca Juniors      | Argentina | 1926 |
| Primera División      | Boca Juniors      | Argentina | 1930 |
| Primera División      | Boca Juniors      | Argentina | 1931 |
| Campeonato de la AAAF | Sportivo Barracas | Argentina | 1932 |

### Campeonatos internacionales
| Título       | Selección           | Sede final | Año  |
| ------------ | ------------------- | ---------- | ---- |
| Copa América | Selección Argentina | Argentina  | 1929 |